# クルト・フォン・ハンマーシュタイン＝エクヴォルト
クルト・ゲプハルト・アドルフ・フィリップ・フォン・ハンマーシュタイン＝エクヴォルト男爵（Kurt Gebhard Adolf Philipp Freiherr von Hammerstein-Equord, 1878年9月26日 - 1943年4月23日）は、ドイツの陸軍軍人。最終階級は陸軍上級大将（ヴァイマル共和国軍及びドイツ国防軍）。1929年 - 1930年に兵務局長（参謀総長）を、1930年 - 1933年に陸軍統帥部長官を務めた。ナチスに対する抵抗運動にも加わっていた。

## 経歴
1878年、メクレンブルク＝シュトレーリッツ大公国の高級官吏の息子として、軍人を輩出した古い貴族の家系にヒンリヒスハーゲンで生まれる。

### 初期の軍歴
1888年、10歳で陸軍幼年学校に入学し、陸軍士官学校を経て、1898年に第3近衛歩兵連隊に准尉として配属される。同じ部隊に、ヴァイマル共和政時代に国防相・首相となるクルト・フォン・シュライヒャーがおり、二人は親しくなった。ヴァルター・フォン・リュトヴィッツ将軍（のち1920年のカップ一揆に参加）の娘と結婚し、三男四女をもうけた。
1907年‐1910年の陸軍大学入学を経て、1911年に参謀本部付となる。1909年に中尉に任官し、1913年に大尉に昇進。第一次世界大戦中は参謀将校としてさまざまな部局（参謀次長副官、第7後備軍団作戦部長、参謀本部統帥局作戦部長）に配属。1914年にはフランドルで中隊長を務め、鉄十字章を受章したこともある。1917年に少佐に昇進。戦後のヴァイマル共和国でも軍に残り、義父が率いる軍団の参謀となる。1920年、中佐に昇進しカッセルの第2軍管区作戦部長となり、1922年にミュンヘンに駐屯する部隊で大隊長を務めた。

### 兵務局長・陸軍統帥部長官

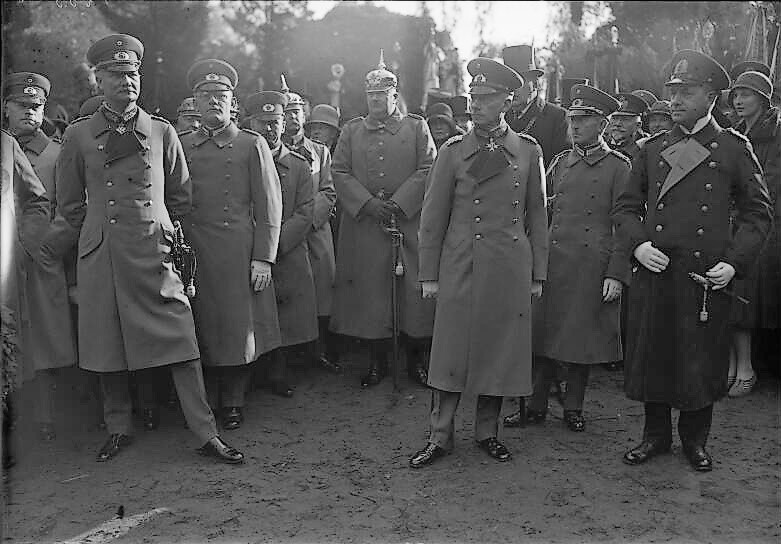
ハンマーシュタイン＝エクヴォルト（左端）、エーリッヒ・レーダー（右端）、オスカー・フォン・プロイセンら（1929年、第一次世界大戦戦没衛生兵記念碑除幕式にて）

その後各地部隊の参謀を経て、中将当時の1929年10月に兵務局長に任命された。兵務局長として、敵国の侵攻に対しては遅滞防衛で凌いで国際連盟の介入を待つという、ドイツの防衛戦略を策定した。また1930年には1923年以来の総動員計画を改訂し、平時7個師団を戦時には21個師団に増員するとした。1930年、ヴィルヘルム・ハイエ上級大将が陸軍統帥部長官（陸軍総司令官）を辞任すると、かつての親友シュライヒャー国防次官、ヴィルヘルム・グレーナー国防相、ハインリヒ・ブリューニング首相の支持を得てその後任に就任した。同年には歩兵大将に昇進。陸軍総司令官として、戦時の42個師団増員、徴兵制の導入などを計画した。
1933年1月、アドルフ・ヒトラーのナチス党が政権を獲得する。ハンマーシュタイン＝エクヴォルトはナチスに対して軍の中立を保つよう努めた。早くも2月にヒトラーはハンマーシュタイン＝エクヴォルトら軍の最高指導者を訪ねて自分の戦争計画を説明したが、彼らの反応は乏しく、ヒトラーの回顧によれば「壁に向かって話しているようだった」という。しかし新国防大臣ヴェルナー・フォン・ブロンベルク将軍がナチス寄りの姿勢で軍部のナチス支配への取り込みを進めたため、ハンマーシュタイン＝エクヴォルトのようなナチスに親和的ではない軍人たちの立場は徐々に厳しいものとなった。1933年12月に彼は辞表を提出し、同時に上級大将を最後に軍を退役した。後任にはヴェルナー・フォン・フリッチュ中将が就任した。

### 反ナチス活動
現役を退いたものの、ブロンベルク国防相と対立したハンマーシュタイン＝エクヴォルトは急速に親ナチ化の加速するドイツ国防省および国防軍に忌避されるところとなり、ブロンベルクは非公式に軍現役高官が彼の元を訪ねることを禁止した。長いナイフの夜で親友のシュライヒャーが親衛隊員に殺害された折には、軍高官としてただ一人葬儀に立ち会った。その後、彼は軍部内の反ナチス勢力と接触し、その抵抗運動に身を投じた。
第二次世界大戦が勃発した1939年9月には召喚されて現役復帰し、A軍集団司令官として手薄なフランス国境防備を任されたが、フランス軍が攻勢に出ないことが明らかになると早くも9月21日には解任され、一旦はシレジアを担当する第8軍管区の司令官に任じられたが、程なく退役させられた。イギリスの元エージェントの回顧録によれば、A軍集団の司令官を務めていた際にハンマーシュタイン＝エクヴォルトはクーデターを画策しており、それは要請に応じて西方の前線視察に訪れるヒトラーを拘束する計画だったというが、結局ヒトラーの前線視察は行われず、またこの手記自体の信憑性も疑われている。
大戦中の1943年、ハンマーシュタイン＝エクヴォルトはベルリンで癌のため死去した。棺がハーケンクロイツ旗で覆われることを嫌い、家族はベルリンにある軍人墓地への埋葬を拒否した。また、総統ヒトラーから贈られた追悼の花輪を地下鉄の駅に「忘れた」という。陸軍将校だった息子二人は、1944年7月20日のヒトラー暗殺計画に加わり投獄されている。

## 人物
自身は優れた参謀将校であったが、同僚の軍人たちについては懐疑的できわめて冷淡であった。
ドイツ軍の再建に努めたが、自身はいかなる過激主義にも反対しており、特にナチズムを嫌っていた。1923年のミュンヘン一揆の際は「ミュンヘンでヒトラー伍長の頭がおかしくなった」とコメントしたという。1930年の陸軍総司令官への指名は、このような姿勢をブリューニング首相やグレーナー国防相に買われたものである。ナチス政権樹立後は即座に陸軍総司令官を辞任しようとしたが、友人で前首相のシュライヒャーに慰留された。その後、ナチス政権樹立後も将校たちの前で公然とナチスを犯罪者集団呼ばわりしていたという。
ハンマーシュタイン＝エクヴォルトは軍部内で親ナチス派のブロンベルク国防相やヴァルター・フォン・ライヒェナウなどに対する対抗勢力となりえたが、政治活動に興味がないこともあって反ナチス勢力を組織化しなかったため、次第に状況に対して受身となり、自身の性格も災いして軍部内で孤立していかざるを得なくなり、実効性のある抵抗運動を展開することはできなかった。

## 「将校の4分類」
ハンマーシュタイン＝エクヴォルトは、軍人の特性と組織における役職について、副官に以下のように述べたとされる。
この“将校の4分類”について最初に記述されたのは1932年もしくは1933年に刊行されたドイツ・ベルリンの新聞とされている。この記事が1933年1月にイギリスで刊行された『Army, Navy & Air Force Gazette』に紹介され、また、同年3月に刊行されたアメリカの『United States Naval Institute Proceedings』および同年9月に刊行された 『Review of Military Literature: The Command and General Staff School Quarterly』に "Selecting Officers"という表現で引用されたことからドイツ以外でも知られるものとなり、1942年にはイギリスの貴族院でスウィントン子爵（フィリップ・ロイド・グリーム(Viscount Swinton(Philip Lloyd-Greame)(英語版)が講演の中でハンマーシュタイン＝エクヴォルトの名に触れない形で引用しており、ここからアメリカとイギリスの軍人、および上流階級に知られ、その後、第二次世界大戦後に『LIFE』誌を始めとしていくつかの雑誌や書籍で紹介・引用されたことから世に広まったと推定される。
なお、原典がハンマーシュタイン＝エクヴォルトの言であると明記されないまま引用されている例や、別人の言であるとされている例が多々見られる。

### 「ゼークトの組織論」としての流布
日本では前述の“将校の4分類”は、同時期のドイツ軍人であったハンス・フォン・ゼークトのものであるとされて「ゼークトの組織論」なる軍事ジョークとして記述されていることがある。
なぜ“ゼークトの言”であるとされたのかについての経緯は定かではないが、一つに、日本においては戦争漫画家の小林源文の著作である『第2次朝鮮戦争 -ユギオII-』（初出『コンバットコミック』（日本出版社：刊）94年9月号 - 96年4月号掲載）の作中において
と記述されており、この作品の初出は前述のハンマーシュタイン・エクヴォルトについての著作が日本で和訳・出版されるよりも前であったため、こちらの方で先に知られることになったと推定される。また、この作品中では前掲の部分に続けて
とあり、“ゼークトの組織論”という通称も直接的にはこの作品に由来するものと推定される。 
日本では「愚鈍で怠慢なタイプ」について「兵卒に向いている」「連絡将校程度ならこなせるだろう」とされたり、「愚かで勤勉なタイプ」について「軍人にしてはならない」「無能な働き者は処刑するしかない」等の改変が加えられている例がある。前述の『第2次朝鮮戦争 -ユギオII-』の作中では
と書かれている。